# دو نفر با هم تاختند
دو نفر با هم تاختند (به انگلیسی: Two Rode Together) یک فیلم در ژانر وسترن محصول سال ۱۹۶۱ به کارگردانی جان فورد و بازیگری جیمز استوارت، ریچارد ویدمارک و شرلی جونز است. این فیلم اقتباسی از رمان اسرای کومانچی نوشته ویل کوک است. فیلم از معدود همکاری های جان فورد با جیمز استوارت ابر ستاره آن سالهای سینماست و مطابق اکثر وسترن های فورد، تصویر بسیار خشن و سیاهی از بومیان آمریکا ملقب به کومانچی نشان داده است.

## داستان
در دهه ۱۸۸۰ میلاد در شهر تاسکوسا در ایالت تگزاس گاتری مکیب مأموریت میابد تا اسرای سفیدپوست کومانچی‌ها را بازگرداند ولی…